# Esplanade
Esplanade es un barrio del centro de Calcuta (India), en el distrito de Calcuta del estado de Bengala Occidental. No es una esplanade (en inglés, «paseo marítimo») convencional en el sentido de que no está situado junto a un cuerpo de agua. No obstante, el río Hugli se encuentra cerca.

## Historia
Esplanade fue el nombre dado a la parte norte de selva que posteriormente formó la Maidan. Antiguamente se extendía desde Dharmatala (en la actualidad Lenin Sarani) hasta Chandpal Ghat, en la orilla del río Hugli. En la época de Warren Hastings, constituía un lugar predilecto para «elegantes fiestas de paseo».
Las primeras representaciones de la zona datan de finales del siglo xviii y son de Daniell y William Baillie. En ambos dibujos podían verse la antigua Raj Bhavan y la Council House. También presentaron una vista adicional en la que aparecen dos elefantes y una multitud de espectadores.
El estudio fotográfico Bourne & Shepherd fue fundado aquí en 1867 por los fotógrafos británicos Samuel Bourne y Charles Shepherd.
Tras el fortalecimiento del poder británico como consecuencia de su victoria en la batalla de Plassey se emprendió la construcción del nuevo Fort William en 1758. Los habitantes europeos de Kalikata gradualmente abandonaron los estrechos límites de las antiguas empalizadas y se trasladaron a la zona que rodea el Maidan.
El primer partido de fútbol registrado en Calcuta se jugó en la Esplanade en la segunda semana del mes de abril de 1858 entre el Calcutta Club of Civilians y los Gentlemen of Barrakpur. Se habían disputado partidos con anterioridad pero estos no fueron documentados.

## Descripción
Varias calles forman parte de la Esplanade o se han conectado íntegramente con ella durante muchos años.

### Esplanade Row

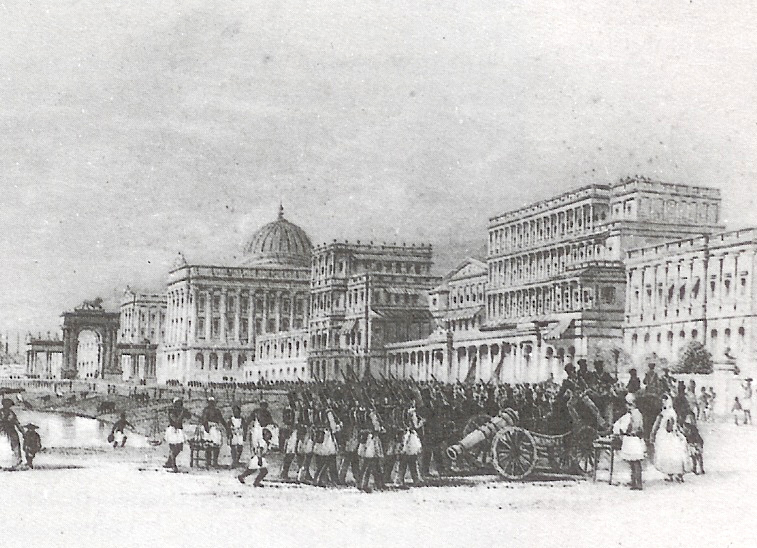
Esplanade Row este en el siglo xix, cuadro de T. Allom.

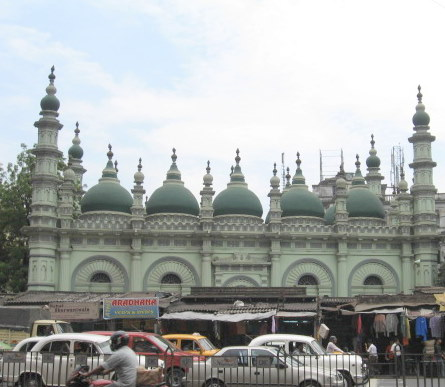
La Mezquita Tipu Sultan.

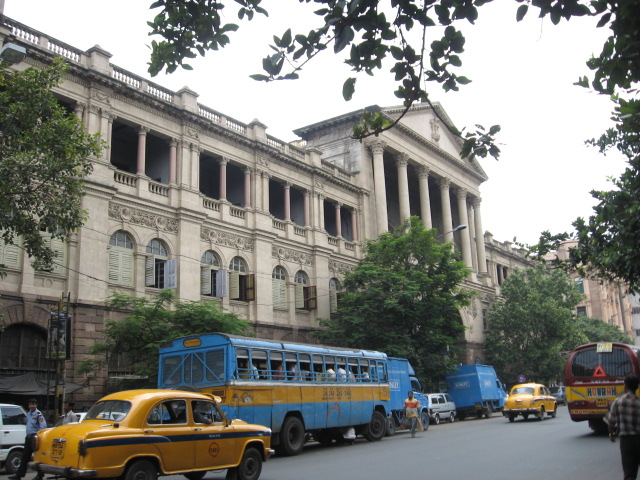
Oficinas de la Ordnance Factory Board.

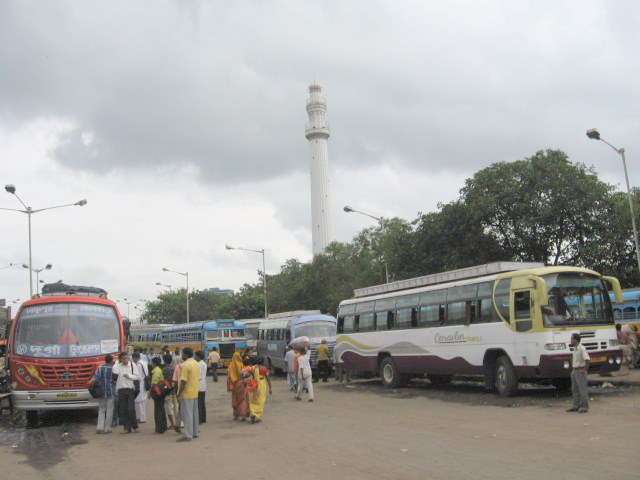
La estación de autobuses de Esplanade con Saheed Minar al fondo.

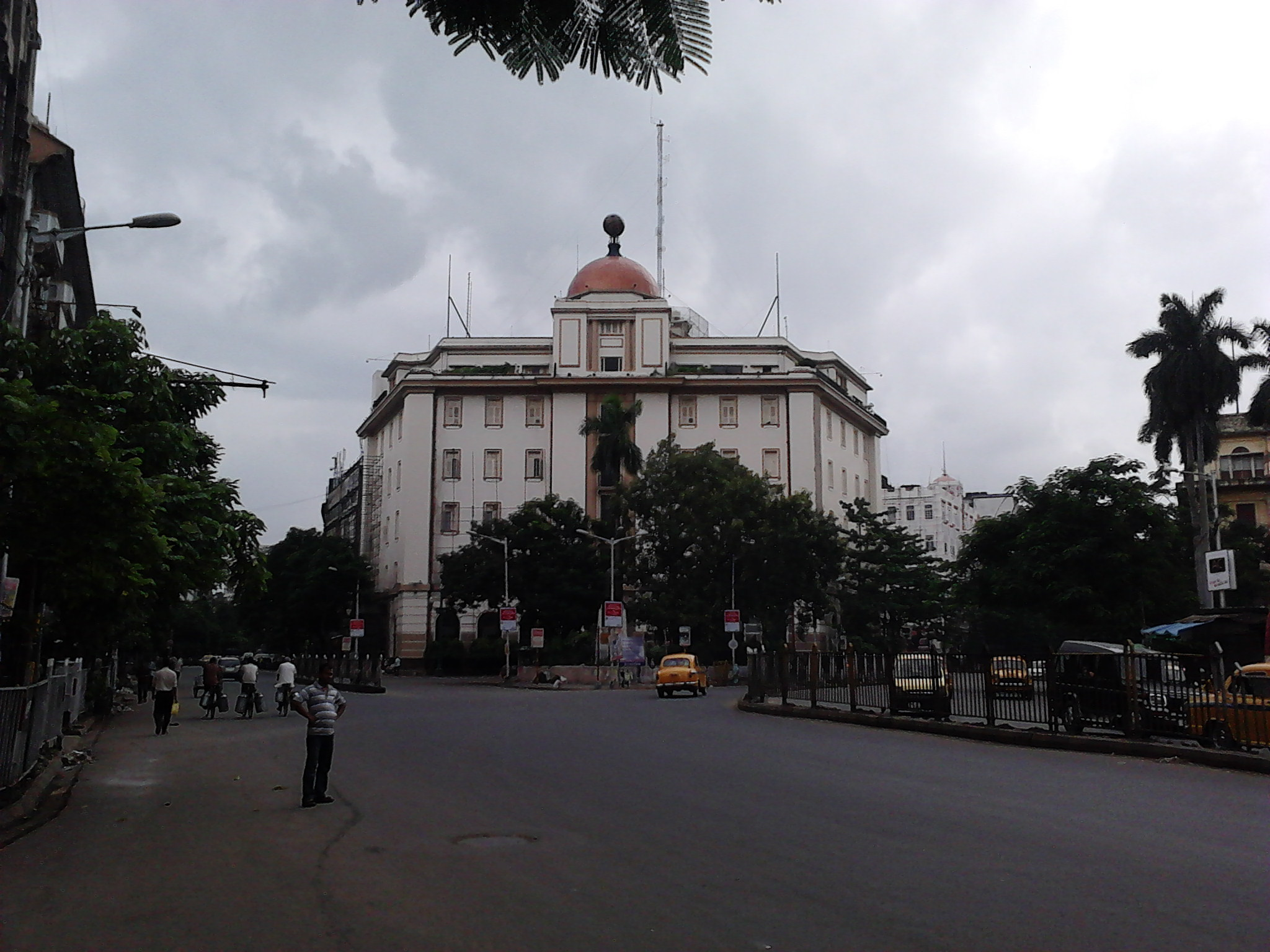
La Victoria House.

La calle llamada Esplanade Row aparece ya en el mapa de 1784, discurriendo desde Dharmatala hasta las orillas del río en Chandpal Ghat, pasando por Raj Bhavan y Council House. Posteriormente, fue dividida por los jardines de la Raj Bhavan en dos partes, Esplanade Row este y Esplanade Row oeste. Esplanade Row oeste actualmente discurre desde Government Place hasta Strand Road, pasando por el Tribunal Supremo. Esplanade Row este recibe actualmente el nombre de Sidhu Kanu Dahar y ocupa el extremo norte del Maidan.
Como resultado del movimiento de los europeos fuera de las antiguas empalizadas en el siglo xviii, Esplanade Row adquirió un nuevo aspecto. Los edificios públicos más importantes y las casas privadas más imponentes de la ciudad se encontraban en el lado norte de la Esplanade, frente a Maidan. En palabras de Mrs. Fay, «Esplanade Row parece estar compuesta por palacios». La Mezquita Tipu Sultan se encuentra en el cruce de Esplanade Row este y Dhurmotollah Street. Además, varias estatuas adornan la zona.

### Old Court House Street
La Old Court House Street conecta Esplanade Row este (actualmente Sidhu Kanu Dahar) con B. B. D. Bagh, conocida previamente como Dalhousie Square. Adquirió su nombre del antiguo tribunal (la Old Court House), que se situaba donde actualmente se encuentra la iglesia de san Andrés, y albergó el Tribunal Supremo hasta su demolición en 1792.
La parte norte de este tramo es conocida como B. B. D. Bagh este, y fue construida alrededor de 1781, cuando se dieron los toques finales al nuevo Fort William. Está vinculada con el nombre del coronel Henry Watson, quien impulsó muchas mejoras en Calcuta, incluido el trazado de la Esplanade. La Red Road es una prolongación de esta calle. El tramo de Old Court House Street desde el cruce con Ganesh Avenue o la esquina sureste de B. B. D. Bagh hasta el cruce con Waterloo Street ha sido renombrado Hemanta Bose Sarani. El tramo desde el cruce con Waterloo Street hasta el cruce con Rani Rashmoni Avenue ha sido renombrado Marx-Engels Bithi.

### Council House Street
La Council House Street conecta la parte occidental de B. B. D. Bagh con Esplanade Row. Recibió su nombre de la antigua Council House, que se encontraba en la parte oeste de la Raj Bhavan y fue derribada en 1800. La parte sur de la calle fue llamada posteriormente Government Place West. El Fort William College se situaba en la esquina de Council House Street.

## Tráfico
La Esplanade siempre ha sido un importante nodo del tráfico de la ciudad. En 1902 se inauguró el primer tranvía eléctrico de Calcuta, que discurría desde Esplanade hasta Kidderpore. En 1984, se inauguró la primera línea de metro de la India (la línea 1 del Metro de Calcuta), desde Tollygunge hasta la Esplanade. Actualmente, la Esplanade es la estación de autobuses más ajetreada de la ciudad.
En 2002, se estimó que durante las horas punta pasaban por la Esplanade entre doscientos mil y trescientos mil vehículos. Los expertos dicen que entre el 50 % y el 60 % de la contaminación atmosférica de Calcuta se debe a las emisiones de los vehículos. El aumento del número de vehículos ha podido agravar el problema. En la zona de la Esplanade, los niveles de ruido son de entre 75 y 84 dB.
Según los el departamento de transporte de Calcuta, más de dos mil autobuses de larga distancia operan desde la ciudad. La mayor parte de los autobuses estatales y privados salen de Esplanade y de la cercana Babughat.
Las líneas 2 y 3 del Metro de Calcuta, que están en construcción, también pasarán por la Esplanade, que se convertirá en el mayor nodo del sistema de metro.

## Manifestaciones
La creciente influencia de la izquierda política, particularmente del Partido Comunista de la India, en la organización de protestas urbanas se sintió fuertemente desde en torno a 1957. Las antiguas instituciones de movilización de masas fueron reforzadas para adaptarse a la estrategia de agitación de varios partidos políticos. Una expresión particularmente significativa de esta manera de oposición al gobierno fue la manera en la que se organizaron manifestaciones masivas de decenas de miles de personas en el centro de la ciudad. La Esplanade y Maidan, situados justo fuera de las ciudadelas tradicionales del poder, fueron los nuevos puntos principales de protesta masiva de la ciudad.